# Maestro di Panzano
 (mai 2025).

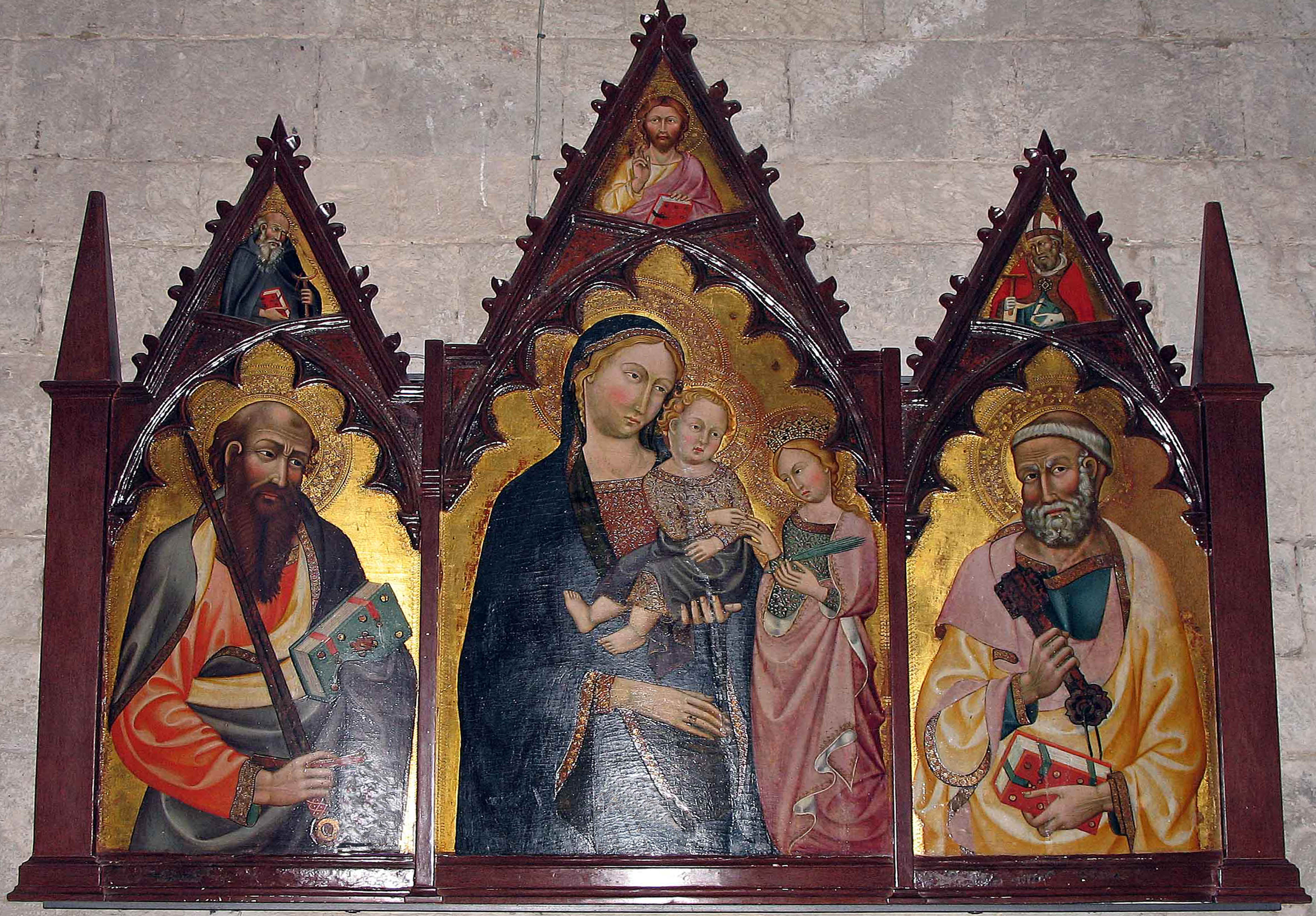
Mariage mystique de sainte Catherine (au centre),
sur les côtés Saint Paul (à gauche) et Saint Pierre (à droite),
triptyque de Panzano in Chianti.

Le Maestro di Panzano (seconde moitié du Trecento, le XIVe siècle italien) est le nom de convention qui désigne un peintre italien anonyme de style byzantin de l'école siennoise actif entre 1380 et 1400, nommé ainsi par Bernard Berenson  en référence au triptyque de la chiesetta di san Pietro in Pesa, maintenant à la Pieve di San Leolino de Panzano in Chianti, frazione de Greve in Chianti.

## Œuvres
- Vierge en Majesté (La Vierge sur le trône allaitant l'Enfant entre les saints Lucie, Paul, Catherine et Pierre avec saint Christophe et saint Antoine abbé sur les côtés...), pour la basilique  Santi Vincenzo e Anastasio (Contrade de l’Istrice de Sienne), maintenant dans les collections de la Monte dei Paschi di Siena.
- Un triptyque : Mariage mystique de sainte Catherine (au centre), sur les côtés, Saint Paul (à gauche) et Saint Pierre (à droite), Pieve romanica di San Leolino, Panzano in Chianti.
- Madonna con il Bambino e i Santi Pietro e Paolo, également à la Pieve romanica di San Leolino
- Vierge à l'Enfant, Le Rédempteur bénissant et Les Saints Ansano et Laurent (1382), Musée civique et diocésain d'art sacré de Montalcino.
- Madonna col Bambino e Santi, Centro di Documentazione Permanente sui Beni Culturali del Territorio, Seggiano
- Annonciation, huile et or sur panneau de bois de 111,8 × 92,1 cm, collection privée.
- Mariage mystique de sainte Catherine, Paris, université René Descartes, bureau du doyen, dépôt du musée de l'ancienne École de Médecine, legs du professeur Gilibert en 1927.